# Smila
Smila (ukrajinsky Сміла; rusky Смела – Směla) je město v Čerkaské oblasti na Ukrajině. Žije zde přibližně 66 tisíc obyvatel. V roce 2011 zde žilo 68 520 obyvatel. Po administrativně-teritoriální reformě v červenci 2020 patří do Čerkaského rajónu, do té doby byla centrem Smilského rajónu.

## Poloha a doprava
Leží na levém břehu Ťasmynu přibližně 23 kilometrů na jihozápad od Čerkas, hlavního města oblasti.
Smila je významným železničním uzlem. Kříží se tu trať z Kyjeva do Dnipra s tratí z Oděsy do Ruska.

## Dějiny
První zmínka o obci je z 16. století. Městem je od roku 1773.

### Rodáci
- Jaša Spivakovskij (1896–1970), ruský pianista
- Leonid Alexandrovič Portěnko (1896–1972), ruský ornitolog a zoogeograf
- Adolf Spivakovskij (1891–1958), ruský zpěvák
- Grigorij Michajlovič Štěrn (1900–1941), sovětský generál
- Žeňa Averbuchová (1909–1977), izraelská architektka
- Leonid Dmytrovyč Lytvynenko (1949), ukrajinský desetibojař
- Oleksandr Oleksijovyč Motuzenko (* 1967), sovětský kanoista
- Vladimir Medinskij (* 1970), ruský spisovatel a politik